# Kapel van Hombroux

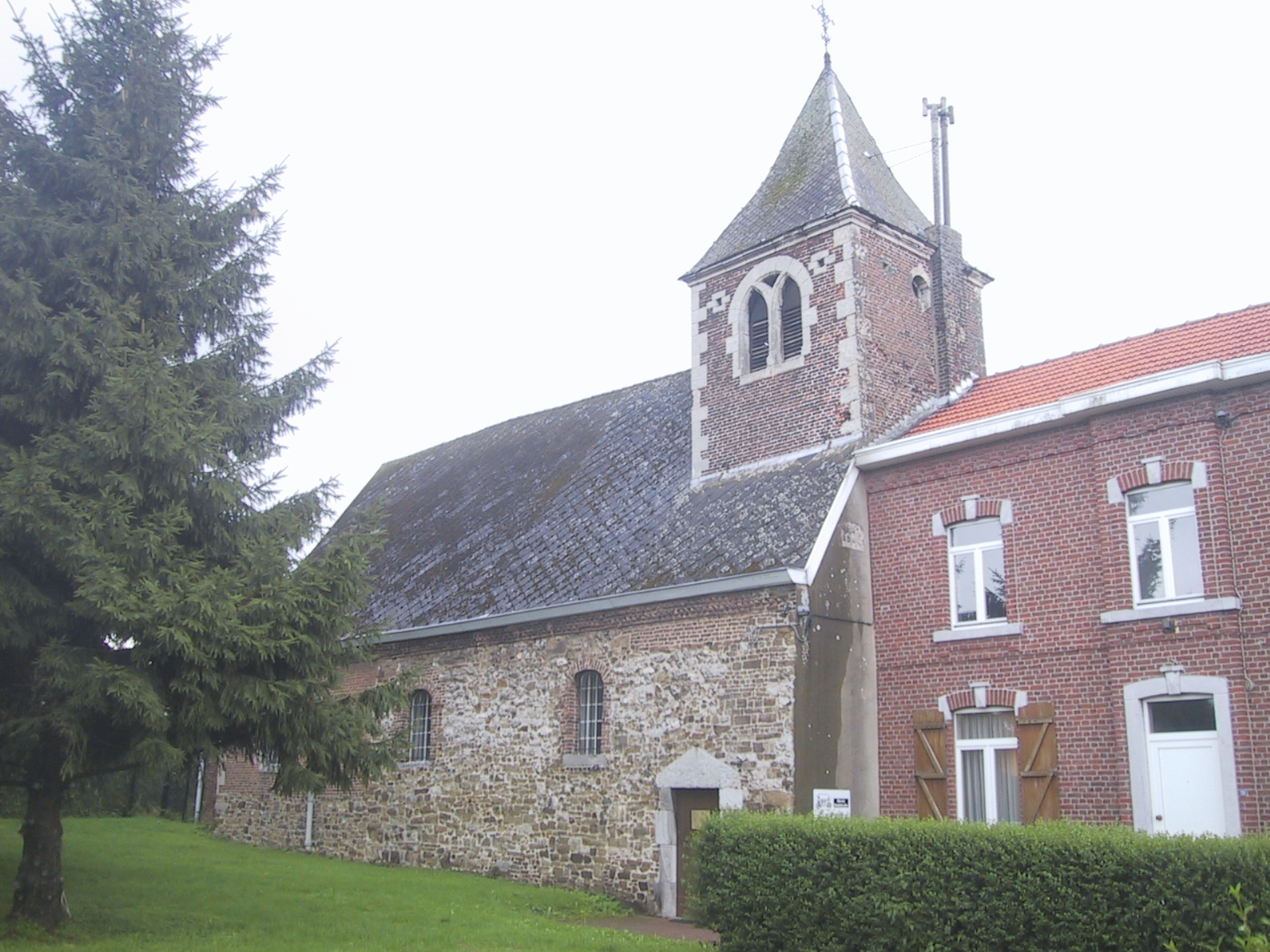
Kapel van Hombroux

De kapel van Hombroux is een kapel in Hombroux, gelegen aan de Place de Hombroux.
De aan Sint-Petrus gewijde kapel (Chapelle Saint-Pierre) werd gebouwd in de 12e eeuw in romaanse stijl. In de 17e eeuw (1606, 1695) werd de kapel vergroot en verbreed op basis van het romaanse bouwwerk, waarvan nog muurresten in breuksteen aanwezig zijn. Er is een torentje in baksteen, gedekt door een tentdak.
De kapel bezit 18e-eeuwse banken en beelden uit de 17e en 18e eeuw. Ook zijn er grafstenen die van wapenschilden zijn voorzien.